# Реовірусна інфекція
Реовірусна інфекція (англ. Reoviridae infection) — інфекційна хвороба, яку спричинюють реовіруси, характеризуються ураженням верхніх дихальних шляхів і кишечника.

## Етіологія
Реовіруси представляє собою велику родину РНК-вмісних вірусів, які уражають людей, ссавців, птахів, комах, рослин. Віруси, що входять до складу цієї родини, об'єднані в 9 родів, одним з яких є ротавіруси. 4 роди (Orthoreovirus, Coltivirus, Rotavirus та Orbivirus) спричинюють захворювання у людей. Хоча відомо майже 100 серотипів Орбівірусу, виявлено лише 3 серотипи Ортореовірусу та 2 — Кольтивірусу. Практично в усіх обстежуваних людей 20-25-річного віку виявляють антитіла до реовірусів.
Ортореовірусів регулярно виділяють з фекалій і респіраторного секрету людей і тварин. При 56°С вони зберігають інфекційні властивості впродовж 2 годин, при 4 і 21°С — 2 місяців, при 37°С — 1,5 місяців. Збудник стійкий до коливань pH від 2,2 до 8,0, але інактивується 70° етиловим спиртом і 3 % розчином формаліну. Ортореовіруси культивують у різних первинних культурах клітин та культурах, що перевиваються. Цикл репродукції триває 14 і більше годин. У одній клітині утворюється до 1000 вірусних часток. Вихід вірусних часток відбувається шляхом «вибуху», що супроводжується лізисом клітини. Частинки ортореовірусів складаються з внутрішньої білкової оболонки (тобто серцевини), яка оточена зовнішньою білковою оболонкою. Ядро складається з 3 основних (тобто лямбда-1, лямбда-2, сигма-2) та декількох другорядних білків, які оточують 10 сегментів дволанцюжкової РНК. Віріони також містять 3 неструктурні білки.
Орбівірусів ідентифіковано понад 100 серотипів. До значущих збудників тварин відносяться вірус блакитного язика овець та вірус африканської конячої хвороби. Антитіла до орбівірусів знайдені у багатьох хребетних тварин, людини. Геном складається з 10 сегментів дволанцюжкової РНК. Реплікативний цикл схожий на цикл ортореовірусів. На відміну від загальної стабільності інших реовірусів, орбівіруси інактивуються низьким рівнем pH.
Кольтівіруси за розміром нагадують орбівіруси та мають 2 капсиди. Ці віруси містять 12 сегментів РНК. Деякі хвороби ймовірно спричинені цими вірусами (зокрема, колорадська кліщова гарячка).
Детальніші відомості з цієї теми ви можете знайти в статті Реовіруси.

### Етимологія
Термін «реовірус» першим запропонував А. Себін (1959) для позначення групи вірусів, виділених від людини і спочатку класифікованих як ЕСНО-віруси 10 типу. Назва представляє абревіатуру англійського терміна «respiratory enteric orphans virus» (тобто респіраторно-кишкові «сирітські» віруси).

### Використання реовірусів в онколітичній терапії
Було показано, що реовіруси мають онколітичні властивості, що призвело до включення їх у розробку методів лікування раку. Реолізин — це препарат реовірусу (реовірусний серотип 3-запальний штам), який наразі знаходиться в стадії клінічних випробувань для лікування різних онкологічних захворювань.

## Епідеміологічні особливості
Резервуар і джерело людської інфекції — виключно людина. Вона виділяє збудник з ротоглотковим слизом 7-10 днів, з фекаліями до 5 тижнів.
Основний механізм передачі інфекції — повітряно-крапельний, проте можливий і фекально-оральний. Захворювання зустрічаються у вигляді спорадичних випадків і епідемічних спалахів, переважно в дитячих колективах. Відомі випадки внутрішньоутробної (трансплацентарної) передачі реовірусів новонародженим. Існують повідомлення про зв'язок реовірусу 3 типу з виникненням біліарної атрезії у немовлят, а також неврологічними і висипними синдромами.
Захворювання поширене повсюдно. Природна сприйнятливість людей є високою, проте клінічно виражене захворювання зустрічають головним чином у дітей у віці від 6 місяців до 5 років.

## Патогенез
Реовіруси первинно репродукуються в епітеліальних клітинах слизової оболонки рота, глотки і тонкої кишки, регіонарних лімфатичних вузлах, звідки проникають до лімфо- і кровотоку. У малих дітей здатні уражати легені, центральну нервову систему. Доведена здатність реовірусів проходити через плаценту і чинити ембріопатичну дію. Реовірусна інфекція розглядається в патогенезі цукрового діабету I типу шляхом індукування реовірусами бета-клітинних аутоімуних реакцій, з інфікуванням бета-клітин або без них.

## Клінічні ознаки
Інкубаційний період триває від 1 до 7 днів. Хвороба починається у більшості дітей гостро, з підйому температури. Відзначаються головний біль, зниження апетиту, кашель, нежить, може бути нудота, блювання. При огляді виявляються гіперемія обличчя, ін'єкція судин склер, кон'юнктивіт, гіперемія слизової оболонки мигдаликів, дужок, задньої стінки глотки, слизові виділення з носа. Можуть бути збільшені шийні лімфатичні вузли, зрідка печінка і селезінка. У деяких хворих на висоті катаральних явищ з'являється кишковий синдром. Вони скаржаться на біль у животі, бурчання по ходу тонкого кишечнику, короткочасну діарею.
Перебіг захворювання у більшості випадків легкий. Гарячка триває від 1 до 7 днів. У старших вікових групах реовірусна інфекція частіше перебігає у вигляді стертих та безсимптомних форм. У дітей раннього віку можливі пневмонія, серозний менінгіт, міокардит. Описано нечисленні смертельні випадки серед новонароджених і дітей раннього віку. Деякі дослідження говорять про взаємозв'язок між реовірусною інфекцією та атрезією жовчних шляхів у новонароджених або вродженим гепатитом.

## Діагностика
Специфічна діагностика базується на виділенні вірусу із слизу носоглотки, фекалій, спинномозкової рідини (ліквору) на культурі клітин і в організмі новонароджених білих мишей, ідентифікацію виділеного штаму проводять у реакції нейтралізації (РН) та гальмування гемаглютинації (РГГА). Серологічну діагностику проводять встановлюючи наростання титру специфічних антитіл у парних сироватках у РГГА.

## Лікування
Етіотропну терапію не розроблено. Проводится патогенетичне лікування.

## Профілактика
Аналогічна такій як при інших гострих респіраторних вірусних інфекціях та кишкових хворобах. Специфічної профілактики не створено.